# Nantun (Taizhong)
Nantun (chiń. upr. 南屯区; chiń. trad. 南屯區; pinyin Nántún qū; Wade-Giles Nan-t’un ch’ü) – dzielnica (chiń. 區, qū) w rejonie miejskim miasta wydzielonego Taizhong na Tajwanie. 
23 czerwca 2009 komitet przy Ministrze Spraw Wewnętrznych Republiki Chińskiej zarekomendował scalenie dotychczasowego powiatu Taizhong (chiń. trad. 臺中縣; pinyin Táizhōng xiàn) i miasta Taizhong (chiń. trad. 臺中市; pinyin Táizhōng xiàn) w miasto wydzielone (chiń. 直轄市, zhíxiáshì); dotychczasowe dzielnice (chiń. 區, qū) miasta Taizhong, jak Nantun, stały się dzielnicami miasta wydzielonego. Ustawa weszła w życie 25 grudnia 2010 roku.
Populacja dzielnicy Nantun w 2016 roku liczyła 166 685 mieszkańców – 86 877 kobiet i 79 808 mężczyzn. Liczba gospodarstw domowych wynosiła 60 928, co oznacza, że w jednym gospodarstwie zamieszkiwało średnio 2,74 osób.

## Demografia (2011–2016)
| Rok  | Liczba ludności | Gęstość zaludnienia | Kobiety | Mężczyźni | Gospodarstwa domowe |
| ---- | --------------- | ------------------- | ------- | --------- | ------------------- |
| 2011 | 155 768         | 4983                | 80 550  | 75 218    | 54 515              |
| 2012 | 158 300         | 5064                | 81 955  | 76 345    | 55 935              |
| 2013 | 159 952         | 5117                | 82 964  | 76 988    | 57 025              |
| 2014 | 161 906         | 5179                | 84 113  | 77 793    | 58 370              |
| 2015 | 164 575         | 5265                | 85 725  | 78 850    | 59 732              |
| 2016 | 166 685         | 5332                | 86 877  | 79 808    | 60 928              |